# (37389) 2001 WR38
2001 WR38 (asteroide 37389) é um asteroide da cintura principal. Possui uma excentricidade de 0.13688450 e uma inclinação de 5.68040º.
Este asteroide foi descoberto no dia 17 de novembro de 2001 por LINEAR em Socorro.